# マクベシン
マクベシン(Macbecin)は、アンサマイシン系の抗生物質で、放線菌から始めて単離された。マクベシンは、強い抗腫瘍活性を持つ。

## 構造
マクベシンは、異常なマクロサイクルラクタム構造を持つ。マクベシンIとマクベシンIIの2つの変異があり、それぞれ酸化型1,4-ベンゾキノンと還元型ヒドロキノンに対応する。

## 活性機構
マクベシンの活性機構は、部分的に熱ショックタンパク質Hsp90の阻害に起因する。